# Reece Horn
Reece Horn (geb. 1. Februar 1993 in Carmel, Indiana, USA) ist ein American-Football-Spieler auf der Position des Wide Receiver, der derzeit für die Vienna Vikings in der European League of Football (ELF) spielt. Er spielte College Football an der University of Indianapolis. Er war bei drei NFL-Teams unter Vertrag, jedoch jeweils vor Beginn der Saison freigestellt.

## Karriere
Horn begann Football an der Cathedral High School. Er spielte von 2012 bis 2015 für die Indianapolis Greyhounds. In 48 Spielen fing er 272 Bälle für 3562 Yards und 31 Touchdowns.
Im NFL Draft 2016 wurde Horn nicht ausgewählt. Als Free Agent wurde er für einige Wochen von den Indianapolis Colts unter Vertrag genommen. Am 3. Juni 2016 unterschrieb Horn bei den Tennessee Titans, wurde aber am 28. August 2016 wieder freigestellt.
Horn wurde 2017 mit den Milano Seamen Meister der Italian Football League. Er kam auf 62 gefangene Bälle für 1142 Yards und 12 Touchdowns in 11 Spielen. In der Saison 2018 spielte er für die Vienna Vikings in der Austrian Football League. In 12 Spielen fing er 50 Bälle für 771 Yards und 15 Touchdowns. Mit den Vikings zog er in den Austrian Bowl ein, wo man den Swarco Raiders Tirol unterlag.
Horn wurde anschließend von Memphis Express verpflichtet, einer Franchise der neu gegründeten Alliance of American Football. Aus finanziellen Gründen stellte die Liga im April 2019 nach acht Spieltagen den Spielbetrieb ein. Horn wurde vom NFL-Team Miami Dolphins verpflichtet, am 31. August jedoch wieder entlassen.
Bei Draft der wieder gegründeten XFL wurde Horn als 60. Pick in der 8. Runde von den Tampa Bay Vipers der XFL ausgewählt. In der Saison 2020 kam er auf 27 gefangene Bälle für 240 Yards und einen Touchdown. Er wurde jedoch entlassen, kurz bevor die Liga wegen der Covid-19-Pandemie den Spielbetrieb einstellte.
Horn unterschrieb im Mai 2021 bei den Linemen der The Spring League. Als bester Receiver wurde er mit den Linemen Meister der TSL. Im Juli 2021 wurde er von den Cincinnati Bengals verpflichtet, im August 2021 jedoch zum dritten Mal von einem NFL-Team gecuttet.
Am 1. Februar 2022 unterschrieb Horn bei den Calgary Stampeders in der Canadian Football League. Im April 2022 wurde er nach der Pre-Season entlassen.
Horn wurde von der Frankfurt Galaxy für die laufende Saison 2022 der ELF verpflichtet. In acht Spielen kam er auf 39 gefangene Bälle für 683 Yards und 11 Touchdowns. Die Galaxy nahm ihn im März 2023 für die anstehende Saison 2023 erneut unter Vertrag.
Am 29. Mai 2024 gaben die Vienna Vikings eine Woche nach Saisonstart bekannt, dass sie Horn verpflichtet haben. Für Reece Horn wird es nach 2018 das zweite Engagement in Wien sein – jedoch das Erste für das ELF-Team der Vikings.

## Statistiken
| Jahr                                                                                     | Team                    | Spiele | Starts | Receiving | Receiving | Receiving | Receiving | Receiving | Receiving |
| Jahr                                                                                     | Team                    | Spiele | Starts | Rec       | Tgt       | Yds       | Avg       | TD        | Lng       |
| ---------------------------------------------------------------------------------------- | ----------------------- | ------ | ------ | --------- | --------- | --------- | --------- | --------- | --------- |
| NCAA-Division II                                                                         |                         |        |        |           |           |           |           |           |           |
| 2012                                                                                     | Indianapolis Greyhounds | 13     |        | 26        |           | 243       | 9,3       | 4         | 40        |
| 2013                                                                                     | Indianapolis Greyhounds | 12     |        | 70        |           | 877       | 12,5      | 7         | 61        |
| 2014                                                                                     | Indianapolis Greyhounds | 11     |        | 68        |           | 1046      | 15,4      | 12        | 65        |
| 2015                                                                                     | Indianapolis Greyhounds | 12     |        | 108       |           | 1396      | 12,9      | 8         | 62        |
| College Gesamt                                                                           | College Gesamt          | 48     |        | 272       |           | 3562      | 13,1      | 31        | 65        |
| Austrian Football League                                                                 |                         |        |        |           |           |           |           |           |           |
| 2018                                                                                     | Vienna Vikings          | 12     |        | 50        |           | 771       | 15,4      | 16        | 52        |
| AFL Gesamt                                                                               | AFL Gesamt              | 12     |        | 50        |           | 771       | 15,4      | 16        | 52        |
| Alliance of American Football                                                            |                         |        |        |           |           |           |           |           |           |
| 2019                                                                                     | Memphis Express         | 8      | 7      | 28        | 42        | 429       | 15,3      | 1         | 39        |
| AAF Gesamt                                                                               | AAF Gesamt              | 8      | 7      | 28        | 42        | 429       | 15,3      | 1         | 39        |
| XFL                                                                                      |                         |        |        |           |           |           |           |           |           |
| 2020                                                                                     | Tampa Bay Vipers        | 5      | 4      | 27        | 36        | 240       | 8,9       | 1         | 24        |
| XFL Gesamt                                                                               | XFL Gesamt              | 5      | 4      | 27        | 36        | 240       | 8,9       | 1         | 24        |
| European League of Football                                                              |                         |        |        |           |           |           |           |           |           |
| 2022                                                                                     | Frankfurt Galaxy        | 8      | 8      | 39        | 60        | 683       | 17,5      | 11        | 66        |
| 2023                                                                                     | Frankfurt Galaxy        | 12     | 12     | 61        | 104       | 875       | 14,3      | 8         | 53        |
| 2024                                                                                     | Vienna Vikings          | 11     | 11     | 75        | 104       | 1164      | 15,5      | 13        | 49        |
| ELF Gesamt                                                                               | ELF Gesamt              | 31     | 31     | 175       | 268       | 2722      | 15,6      | 32        | 66        |
| Quellen: athletics.uindy.edu, archive.football.at, footballdb.com sportsmetrics.football |                         |        |        |           |           |           |           |           |           |

| Jahr                            | Team             | Spiele | Starts | Receiving | Receiving | Receiving | Receiving | Receiving | Receiving |
| Jahr                            | Team             | Spiele | Starts | Rec       | Tgt       | Yds       | Avg       | TD        | Lng       |
| ------------------------------- | ---------------- | ------ | ------ | --------- | --------- | --------- | --------- | --------- | --------- |
| European League of Football     |                  |        |        |           |           |           |           |           |           |
| 2023                            | Frankfurt Galaxy | 2      | 2      | 16        | 20        | 242       | 15,1      | 1         | 46        |
| ELF Gesamt                      | ELF Gesamt       | 2      | 2      | 16        | 20        | 242       | 15,1      | 1         | 46        |
| Quellen: sportsmetrics.football |                  |        |        |           |           |           |           |           |           |